# Konstantynów (Lublin)
Konstantynów is een dorp in het Poolse woiwodschap Lublin, in het district Bialski. De plaats maakt deel uit van de gemeente Konstantynów.